# Gênero vacilante
Gênero (português brasileiro) ou género (português europeu) vacilante ou duplo refere-se a substantivos ou adjetivos que, apresentando oscilação de gênero gramatical, são usados tanto no feminino como no masculino, mas que, em alguns casos, o uso correto ou determinado pode ser apenas um ou outro, não sendo necessariamente substantivos sobrecomuns, epicenos ou comuns a todos os gêneros.
Alguns substantivos, quando mudam de gênero, mudam também de significado, como "o moral" e "a moral", "o capital" e "a capital", "a rádio" e "o rádio", “o cara” e “a cara” ou "o caixa" e "a caixa".
Outros exemplos incluem suéter, diabete, alface, colega, personagem, contente, sobrevivente e laringe. Podem-se pregar tanto artigo a quanto o para referir-se a essas palavras, como em "a personagem" e "o personagem".
Palavras de gênero vacilante não são o mesmo que as de gênero neutro ou em linguagem neutra. Em espanhol, essa categoria é conhecida como gênero ambíguo (em castelhano:  género ambiguo), incluindo palavras como mar, puente e calor, enquanto que em francês, há a categoria denominada de gênero instável (em francês: genre instable), em que se incluem palavras que podem ser ou masculinas ou femininas. Em latim, um termo relativo aparece, alterutrum, significando apenas um ou outro.